# آنوبی
کمپانی آنوبی که سال 2006 توسط گرگ سانگ تأسیس شد، میلیون‌ها کاربر در سراسر جهان دارد و در چندین کشور فعال است .
آنوبی جایگاهی برای کتابخوانان است تا با یکدیگر ارتباط برقرار کنند، مجموعه کتاب‌هایشان را با یکدیگر به اشتراک بگذارند، با یکدیگر مشورت کنند، نقدهایشان را منتشر کنند و کتاب‌هایشان را بفروشند .
آنوبی در بیش از ۲۰ کشور جهان خواننده دارد اما بیشترین محبوبیت این وب‌گاه در ایتالیا است.
نام آنوبی از جمله لاتین آنوبیوم پانکچوایتوم، به معنی «کرم کتاب» گرفته شده‌است .